# Lignerolles (Indre)
Lignerolles è un comune francese di 117 abitanti situato nel dipartimento dell'Indre nella regione del Centro-Valle della Loira.

## Società

### Evoluzione demografica
Abitanti censiti